# RD-115

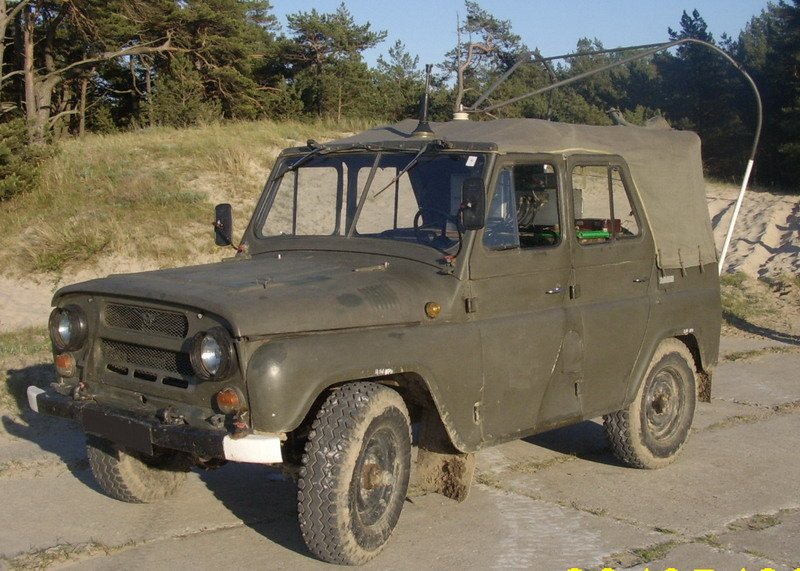
Radiostacja RD-115

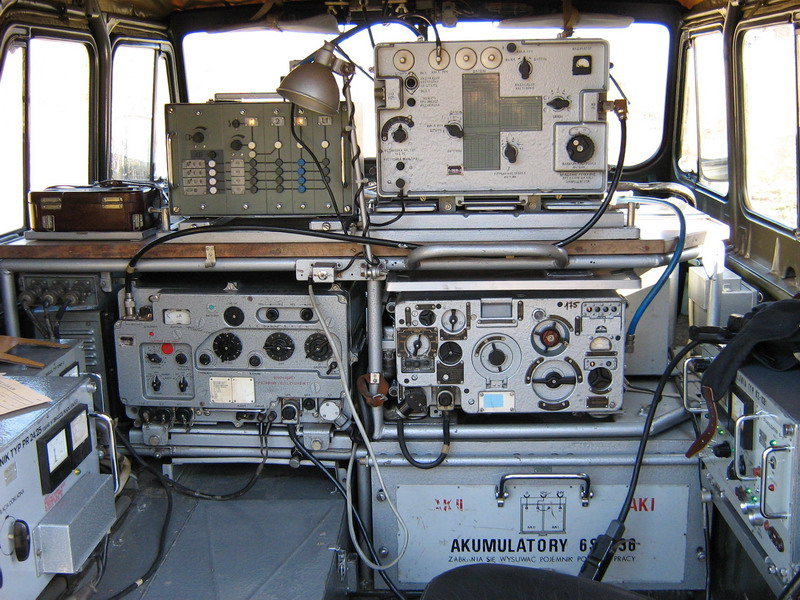
Radiostacja RD-115 – miejsce pracy operatora łączności

RD-115 – radiostacja desantowa wz.115. Wóz łączności opracowany według wytycznych Szefostwa Badań i Techniki Wojskowej LWP.
Dokumentację radiostacji we wszystkich wariantach opracował WIŁ w Zegrzu. Produkcja (montaż) w ZR im. M. Kasprzaka w Warszawie. Miał to być wóz łączności wysokiej mobilności – możliwe było jego złożenie do wysokości około 1,3 metra tak aby móc go desantować z dowolnego samolotu transportowego na spadochronie za tyły wroga.
Pojazd miał zastąpić używane do tej pory mobilne radiostacje R-104M na samochodzie GAZ-69E oraz bardziej rozbudowane wozy dowodzenia R-125M, także z radiostacją KF R-104M oraz radiostacjami UKF R-105M lub R-108M lub R-109M.
Egzemplarze serii prototypowej oraz pierwsze serie odmiany docelowej RD-115 były produkowane na podwoziu GAZ-69E. Na wyposażeniu Wojska Polskiego od 1970 roku. W związku z ograniczonymi możliwościami taktycznymi nawet w porównaniu z poprzednikiem (czyli R-125M), opracowano zmodernizowany wóz dowodzenia RD-115Z z rozbudowanym systemem komutacji, możliwością podłączenia polowej linii telefonicznej oraz z możliwością zasilania zewnętrznego z sieci prądu przemiennego (220 V 50 Hz lub 400 Hz) oraz prądu stałego 26 V (wojskowe agregaty).
Radiostacja RD-115Z jest zamontowana na samochodzie osobowo – terenowym typu UAZ-469B wyposażonym w instalację przeciwzakłóceniową i System Odbioru Mocy (SOM) składający się z prądnicy GSK-1500Z lub w późniejszych odmianach alternatora A-220.
Nie jest do końca jasne czy zmiana nośnika była ściśle powiązana ze zmianą systemu zadaniowego. Brak jest jednak dowodów na montowanie w okresie przejściowym systemu RD-115Z na GAZ-69E lub systemu RD-115 na UAZ-469.
W 1977 r. Szefostwo Badań i Rozwoju Techniki Wojskowej opracowało „ Wymagania Techniczno – Taktyczne na radiostację RD-115ZT1 (zwaną WD-43) zamontowaną na samochodzie osobowo – terenowym UAZ-469B dla szefa OPL pododdziałów zmechanizowanych (p.z.) i pododdziałów czołgów (p.cz.) oraz dowódców pododdziałów ogniowych OPL w p.z. p.cz. oraz Szefów służb zabezpieczenia technicznego (ZT). Kolegium Głównego Inspektora Techniki WP na posiedzeniu w 1978 przyjęło, że od 1980 należy wprowadzać radiostacje RD-115Z.
Radiostację produkowano w kilku wersjach – m.in.: RD-115, RD-115Z, RD-115ZT, RD-115ZT1 (WD-43), RD-115ZT/E R-115ZMT.

## Przeznaczenie
Radiostacja jest przeznaczona do zapewnienia łączności radiowej w sieciach dowodzenia i współdziałania. Zapewnia ona nieutajnioną łączność telefoniczną poprzez radiostacje R-130, R-123, R-107 i linię przewodową oraz łączność telegraficzną kluczem, a także łączność telefoniczną utajnioną (niektóre wersje) poprzez radiostację i linie przewodowe.

## Wyposażenie
W skład wyposażenia RD-115 na podwoziu GAZ-69E wchodzą:
- Radiostacja KF – R-130. (R-130 seria 03; R-130M)
- Radiostacja UKF – R-107.
- Wzmacniacz mocy – UM-3 do radiostacji R-107.
- Zestaw komutacji i łączności wewnętrznej:
  - pulpit operatora łączności;
  - pulpit dowódcy;
- Urządzenia zasilające w składzie:
  - blok zasilania (tablica rozdzielcza do napięć 6 V / 12 V / 24 V lub w innym wykonaniu 12 V / 24 V) – umożliwiała ładowanie akumulatorów głównych oraz akumulatorów radiostacji R-107;
  - prądnica GSK-1500 z regulatorem RK-1500;
  - akumulatory główne 6SE-155 oraz 2KNP-20;
  - nie było możliwości zasilania/ładowania akumulatorów z sieci zewnętrznej;
- System antenowy w składzie:
  - maszt teleskopowy typ A-104 o wysokości 10 m – ręczny;
  - antena quazimagnetyczna
  - antena prętowa 2,5 m na przedniej szybie samochodu;

W skład wyposażenia RD-115Z na podwoziu UAZ-469 wchodzą:
- Radiostacja KF – R-130. (R-130 seria 03; R-130M)
- Radiostacja UKF – R-123. (R-123M; R-123MT; R-123Z)
- Radiostacja UKF – R-107. (R-107M)
- Telefoniczny aparat polowy TA-57.
- Zestaw komutacji i łączności wewnętrznej (UTWR – urządzenie taktycznego współdziałania radiostacji) typu ZR-0:
  - pulpit operatora łączności PC-0;
  - blok komutacji i dopasowania PM-0;
  - pulpit dowódcy PK-0;
  - Blok filtrów liniowych FL-1
- Pulpit wynośny PW-1.
- Urządzenia zasilające w składzie:
  - blok zasilania BZ-15; (w późniejszych wersjach BZ-15A lub BZ-15B umożliwiające zasilanie urządzenia utajniającego UTS (urządzenie telefonii specjalnej) typu T-219)
  - pojemnik PA-1 z akumulatorami 2 × 6SE 136;
  - tablica zabezpieczająca wejścia sieci TZWS-1; (w późniejszych wersjach TZWS-2 umożliwiające współpracę z UTS T-219)
  - prostownik PR-24/25;
  - pojemnik PA-2 na akumulatory 2KNP-20 – pojemnik był jednocześnie urządzeniem ładującym akumulatory dla radiostacji R-107/107M;
- System antenowy w składzie:
  - maszt teleskopowy typ A-104 o wysokości 10 m – ręczny;
  - antena quazimagnetyczna
  - antena dipol symetryczny;
  - antena masztowa typu AMD-123
  - antena prętowa 4 m;
  - antena prętowa 2,7 m;
  - filtr rozgałęziony do jednoczesnej pracy rdst. R-123 i R-107 na wspólnej antenie.

## Skład załogi
Załoga radiostacji składa się z trzech osób. W skład załogi radiostacji wchodzą:
- I wariant

1. oficer – dysponent radiostacji
2. dowódca radiostacji – starszy operator łączności
3. kierowca

- II wariant

1. dowódca radiostacji – starszy operator łączności
2. operator łączności
3. kierowca

## Zasilanie RD-115
Radiostacja może być zasilana z trzech rodzajów źródeł:
- z sieci pokładowej prądu stałego o napięciu 26 V z dwóch akumulatorów pokładowych o pojemności 120-135 Ah;
- z zewnętrznej sieci prądu przemiennego o napięciu 220 V 50 Hz;
- z systemu odbioru mocy SOM od silnika samochodu.
- z sieci zewnętrznej prądu stałego 26 V (agregat prądotwórczy) – podłączonej bezpośrednio do zacisków prostownika PR24/25

## Anteny i zasięgi łączności
Przy pracy radiostacji R-130:
- antena quazimagnetyczna – do 100 km;
- antena dipol symetryczny – do 350 km;
- antena prętowa 4 m – 20 – 50 km;

Przy pracy radiostacji R-123
- antena prętowa 4 m – 15 – 20 km;
- antena AMD-123 – 40 – 60 km;

Przy pracy radiostacji R-107
- antena prętowa 4 m – 5 – 7 km;
- antena prętowa 2,7 m – 4 - 6 km;
- antena masztowa AMD-123 – 15 – 20 km

## Pozostałe dane techniczne
Urządzenia łączności przystosowane są do pracy w zakresie temperatury otaczającego powietrza od –30ºC do +50ºC.
Ciężar radiostacji wraz z trzyosobową załogą nie przekracza 2490 kg.
Radiostacja jest przystosowana do desantowania.(Masa zestawu w wersji R115ZMT wynosi 2930 kg – nie jest przystosowana do desantowania)

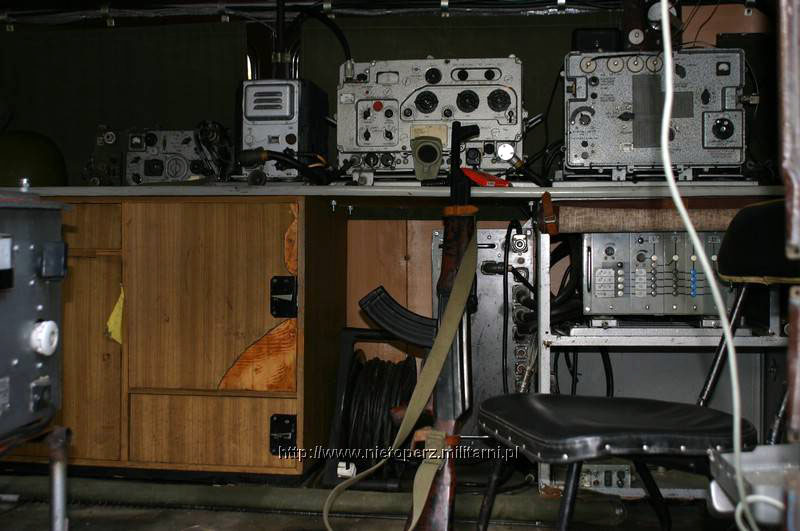
Radiostacja R-115ZMT – miejsce pracy operatora łączności (R130, R107, pulpit PC-0). Drugi operator obsługiwał R123Z i R809M2. Dowódca radiostacji obsługiwał radiotelefon Radmor i pulpit PK-0

## Wersja R-115ZMT
Wersja ZMT była próbą zrobienia małej aparatowni łączności. Wersja ta była zamontowana na podwoziu UAZ-452, które nie nadawało się do desantu z samolotów, w związku z powyższym utraciła literkę "D" w nazwie. Wyprodukowana została w śladowej liczbie, pozostając w fazie prototypu. Wóz ten nie rozpowszechnił się ze względu najprawdopodobniej na kiepskie właściwości trakcyjne a także taktyczno-bojowe. Na etaty wszedł w jego miejsce wóz dowodzenia R-5 na podwoziu BRDM-2, który choć możliwości techniczne miał zdecydowanie słabsze to zarówno opancerzenie jak i właściwości trakcyjne na głowę pobiły R-115ZMT

### Przeznaczenie
Radiostacja przeznaczona była do zapewnienia współdziałania wojsk zmechanizowanych z lotnictwem w zakresie taktycznych działań rozpoznania.

### Istotne zmiany
Dodano następujące elementy:
- radiostacja R809M2 – do łączności ze wsparciem lotniczym;
- antena stożkowo-dyskowa do łączności z samolotami;
- zespół spalinowo-elektryczny AB-1/230;
- radiotelefon logistyczny Radmor
- przyrząd rozpoznania skażeń promieniotwórczych DP3B
- system sygnalizacji świetlnej
- stanowisko trzeciego operatora
- zamontowany na stałe maszt teleskopowy o wys. 10 m
- zastosowano radiostację R-123Z – przystosowaną do współpracy z UTS  (systemem "utrudniającym" możliwość przechwycenia korespondencji)

Zmodyfikowano
- zestaw komutacji i łączności wewnętrznej (UTWR) dopasowując go do 3 stanowisk oraz 4 radiostacji.
- wprowadzono możliwość zastosowania w miejsce radiostacji R-107 radiostacji TuberozaT-2 z przystawką cyfrową

Zrezygnowano
- z anteny quasimagnetycznej zastępując ją dwoma zamiennie stosowanymi antenami prętowymi (rozwiązanie bardzo niepraktyczne – w ruchu anteny ulegały usterkom).